# 제인 윈턴

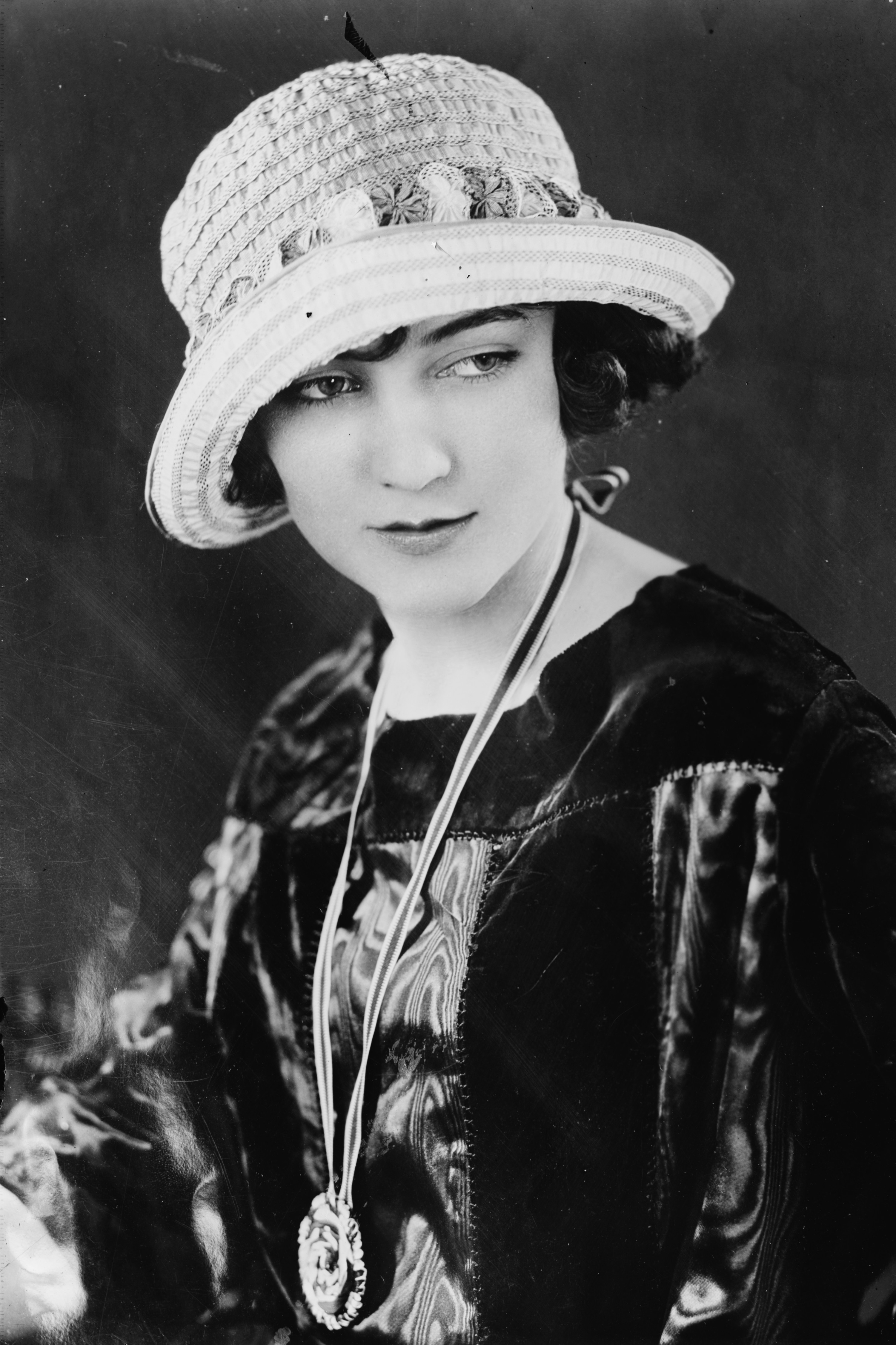

제인 윈턴(Jane Winton, 1905년 10월 10일 ~ 1959년 9월 22일)은 미국의 오페라 가수, 배우이다.
필라델피아에서 태어났으며 뉴욕에서 사망하였다.

## 영화
- 쇼 걸 인 헐리우드 (1930년)
- 지옥의 천사들 (1930년)
- 브릿지 오브 산 루이스 레이 (1929년)
- 팻시 (1928년)
- 선라이즈 (1927년)